# 大炊御門経久
大炊御門 経久（おおいのみかど つねひさ）は、江戸時代中期から後期にかけての公卿。右大臣・大炊御門家孝の子。官位は従一位・右大臣。大炊御門家25代当主。光格天皇（119代）・仁孝天皇（120代）・孝明天皇（121代）の三朝に亘り仕えた。

## 経歴
天明2年（1782年）に叙爵してから清華家当主として早いスピードで昇進し、侍従・右近衛権少将/権中将などを歴任し、寛政元年（1789年）に従三位となり、公卿に列する。その後も権中納言、権大納言、踏歌節会外弁・内弁を経て、文政4年（1821年）には右近衛大将・右馬寮御監となる。文政7年（1824年）に従一位・内大臣となるも同年辞職。その後長く政界を離れていたが、安政4年（1857年）に右大臣に就任している。

## 系譜
- 父：大炊御門家孝
- 母：三条季晴の娘
- 妻：尹子 - 権大納言中山忠尹の娘
- 生母不明の子女
  - 男子：大炊御門経長 - 侍従
  - 男子：大炊御門経尚 - 右近衛中将
  - 三男：大炊御門家信
  - 男子：今城経明 - 今城家養子